# Wolfisheim
Wolfisheim is een gemeente in het Franse departement Bas-Rhin (regio Grand Est). De plaats maakt deel uit van het kanton Hœnheim in het arrondissement Strasbourg. Tot 1 januari 2015 was het deel van het kanton Mundolsheim in het arrondissement Strasbourg-Campagne, die op die dag allebei werden opgeheven. Wolfisheim telde op 1 januari 2022 4.191 inwoners.

## Geografie
De oppervlakte van Wolfisheim bedroeg op 1 januari 2022 5,57 vierkante kilometer; de bevolkingsdichtheid was toen 752,4 inwoners per km².

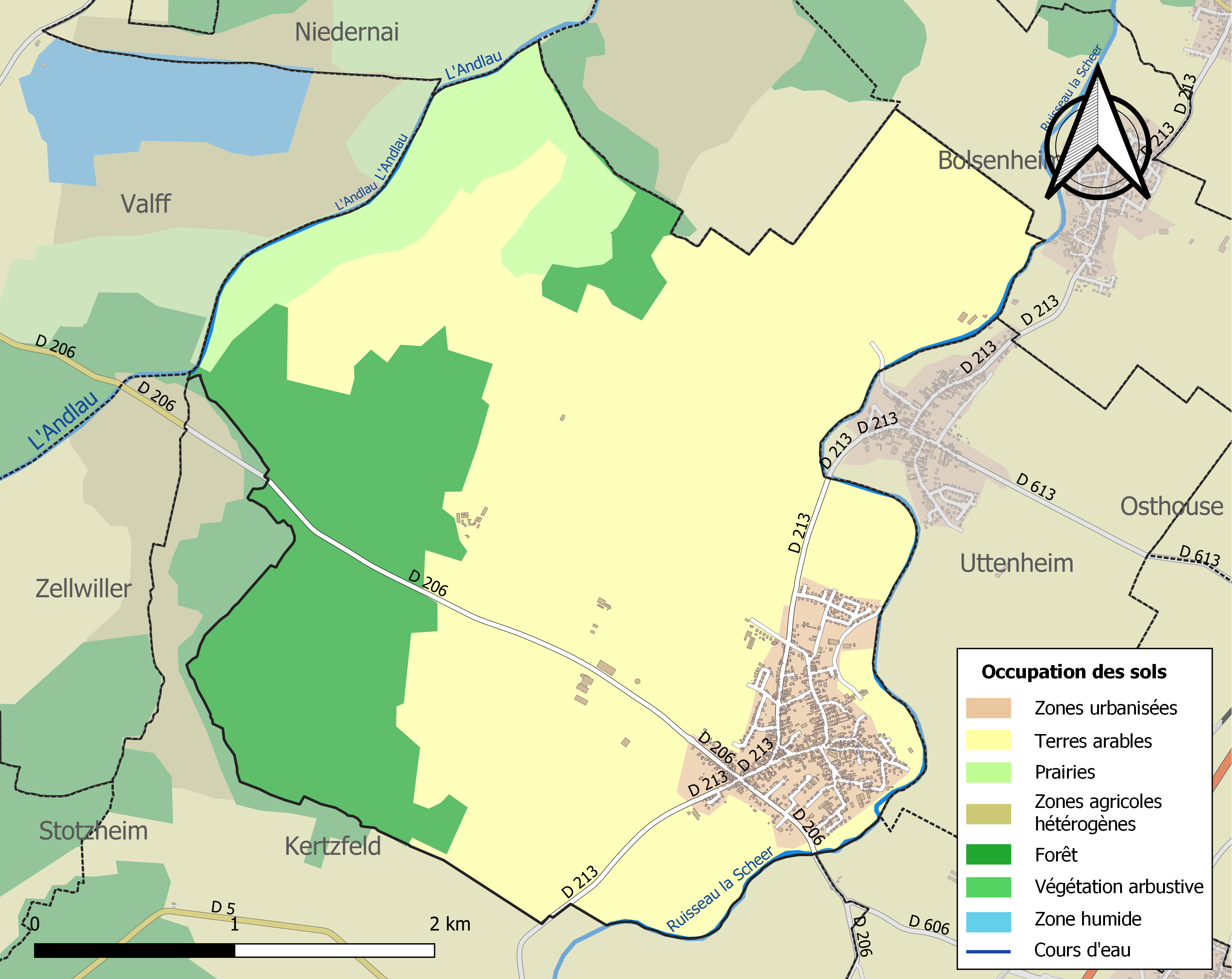
Kaart van de gemeente met de belangrijkste infrastructuur, bodemgebruik en omliggende gemeenten

## Demografie
Onderstaande figuur toont het verloop van het inwonertal (bron: INSEE-tellingen).